# Spathulina lamellosa
Spathulina lamellosa — вид грибів, що належить до монотипового роду Spathulina.